# الانتخابات الرئاسية الأرمنية 2003

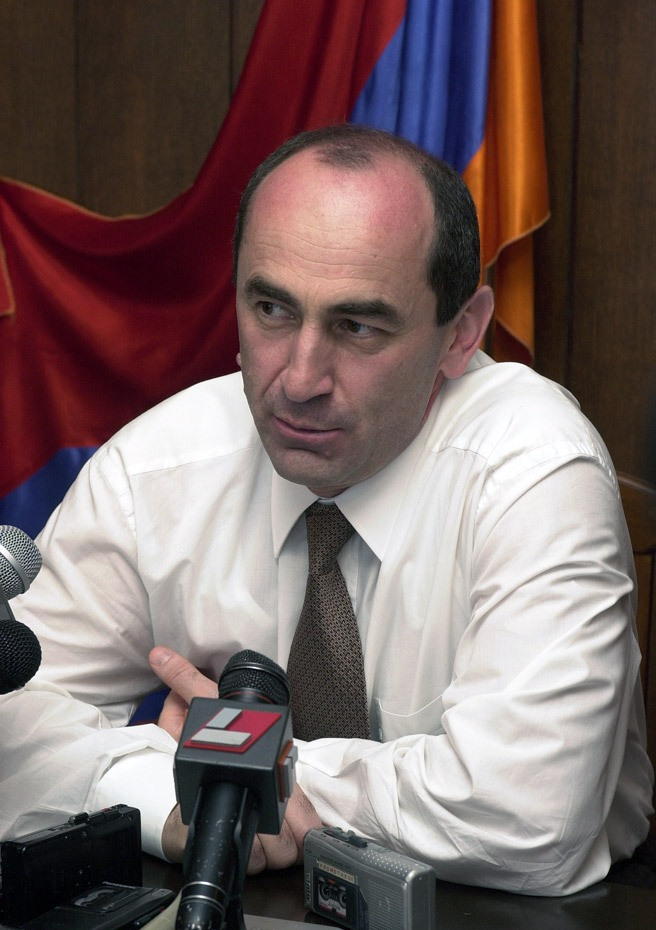
روبرت كوتشاريان.

جرت الانتخابات الرئاسية الأرمنية لعام 2003 في أرمينيا وكانت في جولتين الأولى في 19 فبراير 2003 و الثاني في 5 مارس 2003. في الجولة الأولى لم يفز أي مرشح وكانت نسبه الأصوات لرئيس الأرمني آنذاك روبرت كوتشاريان أقل من 50٪ من الأصوات. لذلك تم عقد جولة ثانية بين روبرت ومنافسه كوشاريان وكانت النتائج فوز روبرت بنسبه أكثر من 67٪ من الأصوات. بعد انتهاء الجولة الثانية قال معارضون ومراقبون دوليون إن الانتخابات شهدت كميات كبيرة من التزوير الانتخابات، والمعارضة لم تعترف بنتائج الانتخابات.

## روابط خارجية
- (بالأرمنية) .2003 الانتخابات الرئاسية انترنيوز أرمينيا
- (بالأرمنية) 12 أبريل 2004 أي ون بلس